# Rio Barra Alegre
O rio Barra Alegre é um curso de água do estado do Espírito Santo, Brasil. É um afluente pela margem esquerda do rio Itabapoana, apresenta 32 km de extensão e drena uma área de 193 km².
O rio Barra Alegre nasce no município de Apiacá. Sua nascente situa-se a uma altitude de aproximadamente 900 metros na Serra do Rochedo. Cerca de 2 km após receber as águas do rio Puri, o rio Barra Alegre passa a marcar o limite entre os municípios de Apiacá e Bom Jesus do Norte até desaguar no rio Itabapoana.